# 살진균제
살진균제(殺眞菌劑, 영어: fungicide) 또는 곰팡이 방지약은 기생하는 곰팡이나 그 포자를 죽이는 데 사용되는 살충제이다. 곰팡이는 농업에 심각한 피해를 입히고 결과적으로 수확량, 품질 및 이익에 심각한 손실을 가져올 수 있다. 살진균제는 농업과 동물의 곰팡이 감염 퇴치에 사용된다. 살진균제는 식물을 감염시키는 유사한 방법을 공유하지만 분류학적/유전학적으로 곰팡이가 아닌 난균류를 방제하는 데에도 사용된다. 살진균제는 접촉형, 층층형 또는 전신형일 수 있다. 접촉성 살진균제는 식물 조직에 흡수되지 않으며 스프레이가 묻은 식물만 보호한다. 트랜슬래미너형(Translaminar) 살진균제는 살포된 잎의 위쪽 표면에서 살포되지 않은 아래쪽 표면으로 살진균제를 재분배한다. 트랜슬래미너형 살진균제는 목부 혈관을 통해 흡수되어 재분배된다. 소수의 살진균제가 식물의 모든 부분으로 이동한다. 일부는 국소적으로 전신적으로 발생하고 일부는 위쪽으로 이동한다. 소매로 구입할 수 있는 대부분의 살진균제는 액체 형태로 판매되며 활성 성분은 약한 농축액의 경우 0.08%, 더 강력한 살진균제의 경우 0.5%까지 존재한다. 분말 형태의 살진균제는 일반적으로 약 90%가 황이다.

## 같이 보기
- 항진균제
- 식물병리학
- 식물병 예측